# West Ham
Ez a szócikk a Newham kerületben fekvő körzetrő szól. A labdarúgócsapatról itt található bővebb információ.
West Ham London keleti részén Newham kerületének egy területe. A Charring Crosstól 9,8 kilométerre keletre fekszik. 1889-től 1965-ig a West Ham Vidéki Kerület része volt. Az egyik parlamenti választókerület is erről a helyről kapta a nevét, bár, magába foglalja Plaistow és Stratford területét is. Jelenlegi képviselőjük Lyn Brown.

## Sportszervezetek
A West Ham United FC labdarúgócsapat a körzetről kapta a nevét. A Vasas és a Kalapács beceneveket a Temzei Vasárú-készítő és Hajóépítő Társasággal kötöttek támogatási szerződést. Az ő munkásai alapították meg a  Thames Ironworks FC-t. A West Ham FC most a közeli Upton Parkban található Boleyn Ground stadionban játszik.

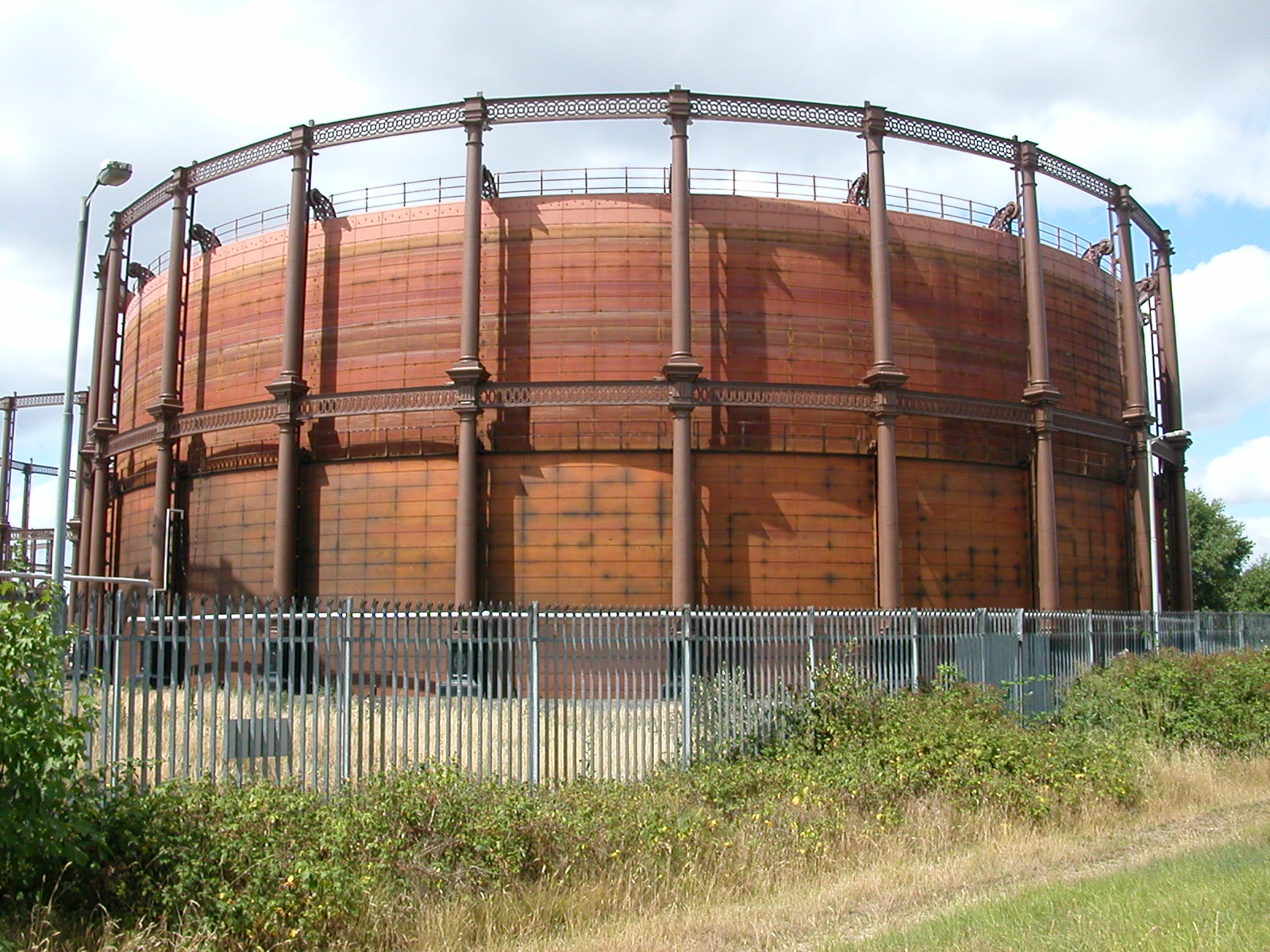
Gáztartály West Hamben.

A West Ham Stadion 1928 és 1972 között labdarúgó versenyeknek, agárversenyeknek és gyorsulási futamoknak adott helyet. Befogadóképessége 120.000 fő volt. A stadion helyén épített házak őrzik a gyorsulási pályához kapcsolódó nagy nevek  emlékeit, kik szoros kapcsolatban voltak West Hammel. Közéjük tartozott Bleuy Wilkinson és Jack Young is. A gyorsulási pályás kalapácsosok 1929 és 1939;1946 és 1955 valamint 1964 és 1971 között az élvonalban versenyeztek. Az itteni. háború előtti futamokról valamint az 1946–1955 között itt rendezett versenyekről bővebb információt a www.speedwayresearcher.org.uk címen lehet találni. 1965-ben ők nyerték meg az első Brit Ligát. Az Arena Essex Hammers, a most a Lakeside Bevásárlóközpont melletti Arena Essexben játszó Lakeside Hammers a mostani hozzájuk legközelebbi csapat, s nevüket is a már nem létező West Ham-i csapattól vették át.

## Közlekedés és helyszínek

### Legközelebbi helyszínek
- keletre  East Ham, Plaistow és Upton Park
- északra Stratford
- északkeletre Leyton
- délre Canning Town

### Legközelebbi metróállomások
- West Ham állomás
- Plaistow
- Stratford állomás
- Canning Town állomás